# جيمس أرميستاد لافاييت
جيمس أرميستاد لافاييت (10 ديسمبر 1760 - 9 أغسطس 1830) كان عبد أمريكي من أصل أفريقي و الذي خدم في الجيش القاري في حرب الاستقلال الأمريكية كعميل مزدوج. خدم تحت أمرة الماركيز دي لافاييت، وقام بالإبلاغ عن الأنشطة الأولية لبنديكت أرنولد - بعد أن كان قد ذهب إلى بريطانيا - وبعد ذلك اللورد كورنواليس خلال الفترة التي سبقت معركة يورك تاون. واعطهم أيضا معلومات كاذبة.